# Rozstrzelanie

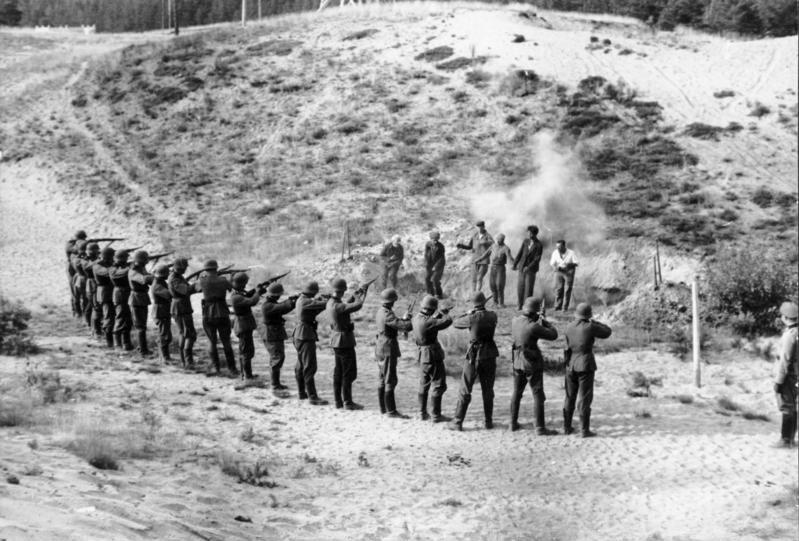
Rozstrzelanie radzieckich partyzantów przez niemiecki pluton egzekucyjny (1941)

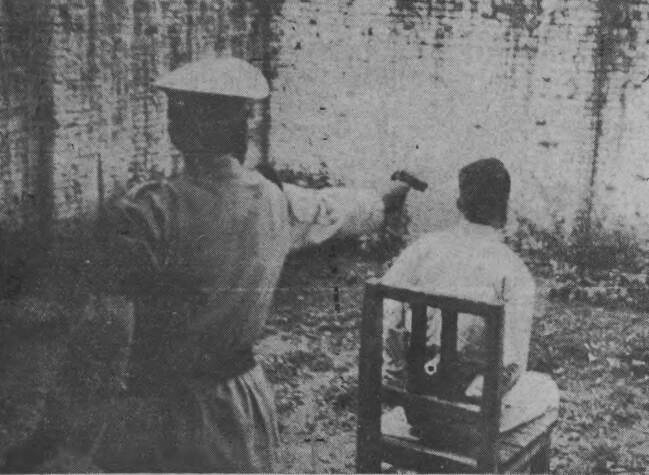
Rozstrzelanie strzałem w tył głowy. Szanghaj (1948)

Rozstrzelanie – rodzaj kary śmierci polegającej na spowodowaniu nagłego zgonu poprzez natychmiastowe zniszczenie organów wewnętrznych lub mózgu skazańca za pomocą pojedynczego lub wielokrotnego postrzału.
Historycznie rozstrzelanie traktowano zazwyczaj jako rodzaj „honorowej” formy egzekucji (często stosowanej wobec żołnierzy) w przeciwieństwie do powieszenia (przeznaczonego dla „pospolitych” przestępców).

## Podstawowe sposoby wykonywania
- Rozstrzelanie przez pluton egzekucyjny – wyrok często wydawany przez trybunały i sądy wojenne, jako kara za dezercję i zdradę.
- Rozstrzelanie przez ciężki karabin maszynowy – sposób często stosowany podczas dokonywania zbrodni wojennych i zbrodni przeciwko ludzkości, między innymi przez niemieckie Einsatzgruppen wobec ludności cywilnej w czasie II wojny światowej;
- Strzał w tył głowy – sposób stosowany w Związku Socjalistycznych Republik Radzieckich (w ten sposób zginęły ofiary zbrodni stalinowskich, m.in. zbrodni katyńskiej) oraz Polsce w okresie stalinizmu. Metodę tę stosowali również m.in. funkcjonariusze SS w Treblince. Metoda ta stosowana w Chinach umożliwia późniejsze pobranie organów do przeszczepu[1][2]. Stosowana jest także na Białorusi[3].
- Rozstrzelanie z działa – skazańca rozstrzeliwano za pomocą działa. W Indiach w czasach panowania Wielkich Mogołów praktykowano specyficzną formę takiej egzekucji w postaci przywiązywania skazańca do lufy armaty a następnie oddawania strzału.[potrzebny przypis] Znany jest również co najmniej jeden przypadek wykorzystania broni artyleryjskiej do egzekucji polskich jeńców wojennych przez Armię Czerwoną w 1939 roku[4]. Według doniesień medialnych w 2015 roku minister obrony Korei Północnej Hyŏn Yŏng Ch’ŏl miał zostać rozstrzelany za pomocą działka przeciwlotniczego na polecenie dyktatora Kim Dzong Una za zaśnięcie na paradzie wojskowej[5].